# Thomas Schippers
Pour les articles homonymes, voir Schippers.
Thomas Schippers (Kalamazoo, 9 mars 1930 – New York, 16 décembre 1977) est un chef d'orchestre américain, d'ascendance néerlandaise, l'une des personnalités marquantes de sa génération dans le monde de la musique classique. 

## Biographie
Thomas Schippers reçoit sa formation musicale d'abord à l'Institut Curtis, à l'Université Yale, puis à la Juilliard School avec Olga Samaroff. 
En 1947, il devient répétiteur au Metropolitan Opera, et l'année suivante remporte le deuxième prix au concours de chefs d'orchestre à Philadelphie. Il dirige alors au New York City Opera de 1951 à 1954. 
En 1955, il dirige pour la première fois le New York Philharmonic, qu'il dirigera à plusieurs reprises comme chef invité, notamment dans des enregistrements de la musique de Samuel Barber. En 1959, il seconde Leonard Bernstein lors la tournée de l'orchestre en Union soviétique. Il est invité dès 1955 au Metropolitan Opera et à La Scala de Milan, où il dirigera notamment Maria Callas dans Medea en 1961, ainsi que les débuts de Beverly Sills et Marilyn Horne dans L'Assedio di Corinto en 1969. 
Il participe avec Gian Carlo Menotti à la fondation du Festival des Deux Mondes à Spolète, et en sera le directeur artistique de 1958 à 1970. 
Il se tourne alors vers le concert et obtient la direction de l'Orchestre symphonique de Cincinnati en 1970, succédant à Max Rudolf, et à compter de 1972 enseigne au Conservatoire de musique de cette même ville. 
On lui doit de nombreuses créations d'œuvres lyriques de compositeurs américains contemporains : Amahl and the night visitors (1951), The Saint of Bleecker Street (1954), The Death of the Bishop of Brindisi (1963) de Menotti, The Tender Land (1954) de Aaron Copland, Andromaque's Farewell (1963) de Samuel Barber,  et du même auteur Antony and Cleopatra, lors de l'ouverture du nouveau Met au Lincoln Center en 1966.
Atteint d'un cancer du poumon, il meurt dans sa 48e année, au zénith de sa carrière.

## Vie privée
Bien qu'il fût homosexuel, il se maria, en 1965, avec Elaine Lane "Nonie" Phipps (1939–1973), fille du joueur de polo américain Michael Grace Phipps et héritière de la fortune de la Grace Shipping Company. Elaine Lane Philipps décéda d'un cancer en 1973. Schippers mourut également d'un cancer quatre ans plus tard.
Selon le professeur, écrivain et spécialiste d'opéra John Louis DiGaetani, Schippers eut une relation amoureuse suivi avec Gian Carlo Menotti et une relation plus courte avec le mathématicien Sean Clarke. Humphrey Burton, l'un des biographes de Leonard Bernstein, affirme que Schippers et Bernstein eurent également une liaison intime.

## Sources
- Alain Pâris, Le dictionnaire des interprètes, Robert Laffont, 1989  (ISBN 2-221-06660-X)

## Discographie sélective
- 1959 - DONIZETTI : Il duca d'Alba - Ivana Tosini, Renato Cioni, Louis Quilico - Orchestre philharmonique de Trieste - (Myto)
- 1959 - WAGNER : Lohengrin (opéra) - Brian Sullivan, Lisa Della Casa, Otto Edelmann, Walter Cassel, Margaret Harshaw - Chœurs et orchestre du Metropolitan Opera de New-York - (Walhall)
- 1961 - CHERUBINI : Medea - Maria Callas, Jon Vickers, Giulietta Simionato, Ivana Tosini, Nicolai Ghiaurov- chœur et orchestre de la Scala de Milan - (Opera d'oro)
- 1963 - PUCCINI : La Bohème - Mirella Freni, Nicolai Gedda, Mariella Adani, Mario Sereni - Chœur et orchestre de l'Opéra de Rome - (EMI)
- 1963 - BIZET : Carmen - Regina Resnik, Mario del Monaco, Joan Sutherland, Tom Krause - Chœur du Grand Théâtre de Genène, Orchestre de la Suisse Romande - (DECCA)
- 1964 - VERDI : Macbeth - Giuseppe Taddei, Birgit Nilsson, Bruno Prevedi, Giovanni Foiani - Coro e Orchestra dell'Accademia di Santa Cecila - (DECCA)
- 1964 - VERDI : Il Trovatore - Franco Corelli, Gabriella Tucci, Giulietta Simionato, Robert Merrill - Chœur et orchestre de l'Opéra de Rome - (EMI)
- 1964 - VERDI : La forza del destino - Leontyne Price, Richard Tucker, Robert Merrill, Shirley Verrett, Giorgio Tozzi, Ezio Flagello - RCA Italiana Opera Chorus and Orchestra -(RCA)
- 1967 - VERDI : Ernani - Leontyne Price, Carlo Bergonzi, Mario Sereni, Ezio Flagello - RCA Italiana Opera Chorus and Orchestra - (RCA)
- 1969 - ROSSINI : L'Assedio di Corinto - Beverly Sills, Marilyn Horne, Franco Bonisolli, Justino Diaz - chœur et orchestre de la Scala de Milan - (Opera d'oro)
- 1970 - DONIZETTI : Lucia di Lammermoor - Beverly Sills, Carlo Bergonzi, Piero Cappuccilli, Justino Diaz - London Symphony Orchestra - (EMI)
- 1974 - ROSSINI : L'Assedio di Corinto - Beverly Sills, Shirley Verrett, Harry Theyard, Justino Diaz - chœur et orchestre du London Symphony Orchestra - (EMI)